# Haruko Wakita
Haruko Wakita (脇田晴子, Wakita Haruko) (née le 9 mars 1934 et morte le 27 septembre 2016) est une universitaire japonaise, éditrice et experte en histoire des femmes dans le Japon médiéval.

## Biographie

### Jeunesse
Depuis l'âge de six ans, Haruko Wakita s'intéresse au théâtre no, et elle se produit régulièrement sur scène. L'information recueillie de son étude permanente et de sa pratique de cette forme médiévale de théâtre informe ses recherches historiques.
Elle obtient une licence d'histoire de l'université de Kobe en 1956 puis une maîtrise en 1960 et un doctorat en 1969 de l'université de Kyoto.

### Carrière
Haruko Wakita est professeure d'histoire du Japon à l'université de Shiga à Hikone dans la préfecture de Shiga.
Elle a participé à des projets de recherche avec des historiens en France, en Italie et aux États-Unis. Son travail avec des chercheurs français a abouti à une monographie en japonais. De son travail avec des collègues de l'université du Michigan sont issues des publications éditées et des contributions en anglais.

## Titre publiés (sélection)
Dans un aperçu statistique dérivée des écrits de et sur Haruko Wakita, l'OCLC/WorldCat recense environ plus de 40 ouvrages dans 80 publications en 3 langues et plus de 1 000 fonds de bibliothèque.
- (ja) 日本中世商業発達史の研究 (1969)
- (ja) 室町時代 (1985)
- (ja) 日本女性史 (1987)
- (ja) 日本中世女性史の研究: 性別役割分担と母性・家政・性愛 (1992)
- (ja) ジェンダーの日本史 (1994)
- (ja) 中世に生きる女たち (1995)
- (en) Women and class in Japanese history (1999) avec Hitomi Tonomura et Anne Walthall
- (en) Gender and Japanese history (1999) avec Anne Bouchy et Chizuko Ueno
- (ja) 女性芸能の源流: 傀儡子・曲舞・白拍子 (2001)
- (en) Women in medieval Japan : motherhood, household management and sexuality (2006)

## Honneurs
- Ordre de la Culture[5].